# 羅素1號彗星
羅素1號彗星（83D/Russell）是太陽系中一顆週期彗星，軌道周期約7.5年。在1988年之後，這顆彗星的視星等可能不會超過21等。這顆彗星可能會在2021年5月下旬到達近日點，但彗星位置的不確定性高達數百萬公里。

## 發現
1979年6月16日，肯尼斯·S·羅素在澳洲英國施密特望遠鏡上透過一張照片發現了這顆彗星，他將其描述為暗淡而彌散的，亮度非常低，僅為18等。對其軌道的計算表明，近日點日期為1979年5月27日，軌道週期為6.13年。
1985年，J. Gibson 使用加州帕洛瑪天文台的 1.5 公尺反射鏡觀測到彗星回歸。他估計核心的亮度非常微弱，只有19.5等。

## 觀測
1988年8月9日，彗星距離木星0.05個天文單位（750萬公里），近日點（距離太陽最近的距離）從1.6個天文單位上升至2.1個天文單位。由於與太陽的距離越來越遠，彗星變得更暗淡、更不活躍，也更難找到。
由於條件不利，1991年彗星預計回歸，但未能觀測到；1998年再次失蹤。2006年，儘管條件有利，但這顆彗星仍未重新定位，因此現在被歸類為失蹤彗星。